# Carlo Parola

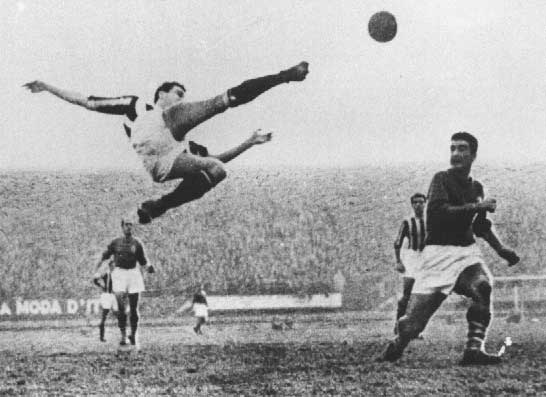
Carlo Parola executa el seu xut de bicicleta en el partit entre Juventus FC i ACF Fiorentina

Carlo Parola (20 de setembre de 1921 - 22 de març de 2000) fou un futbolista italià de la dècada de 1940 i entrenador.
Fou 10 cops internacional amb la selecció italiana amb la qual participà en la Copa del Món de futbol de 1950.
Pel que fa a clubs, defensà els colors de la Juventus FC.

## Palmarès
Juventus
- Coppa Italia: 1941-42
- Serie A: 1949-50, 1951-52

Juventus (entrenador)
- Serie A: 1974-75